# Filterstraße (Stralsund)

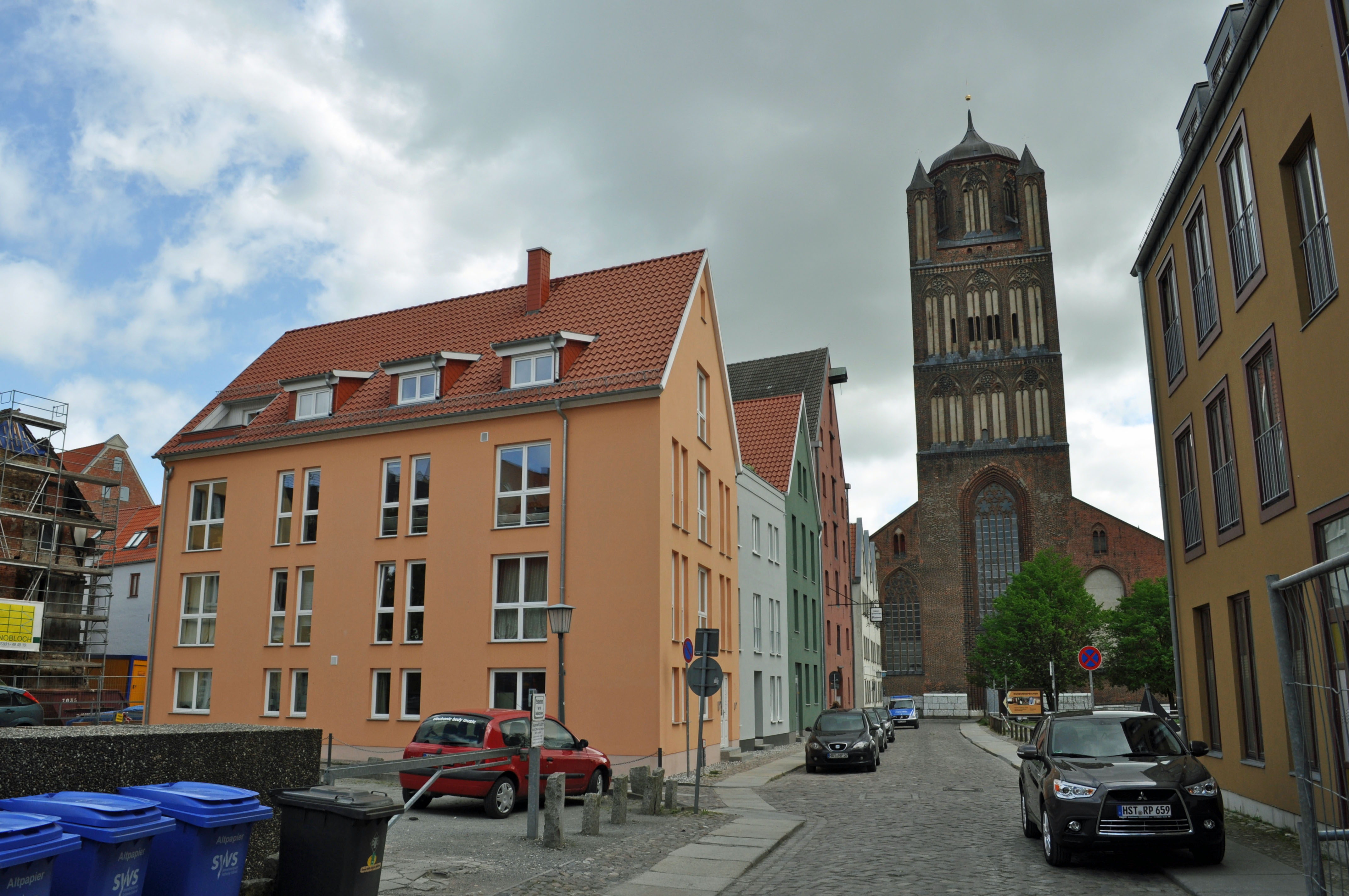
Blick in die Filterstraße, Kreuzung Böttcherstraße in Stralsund (2012)

Die Filterstraße im Stadtgebiet Altstadt in Stralsund verbindet die Heilgeiststraße auf der Höhe des Abzweigs zur Kleinschmiedstraße mit der  Langenstraße am Abzweig der Unnützen Straße. Die Böttcherstraße und die Papenstraße kreuzen die Filterstraße, die zum Kerngebiet des UNESCO-Welterbes Historische Altstädte Stralsund und Wismar gehört.
Die Straße wird erstmals im Jahr 1325 urkundlich erwähnt. Ihren Namen erhielt sie von den hier ansässigen Filzern. Bis zur Zusammenlegung aller Abschnitte dieser Straße zur Filterstraße gab es verschiedene Straßennamen.
Zwischen der Heilgeiststraße und der Böttcherstraße hieß die Straße seit dem Jahr 1310 Altbötenstraße; hier waren Schuster ansässig, die altes Schuhwerk ausbesserten. Der Abschnitt zwischen Böttcherstraße und Papenstraße hieß schon vor 1869 Filterstraße, wegen des hier ansässigen Scharfrichters wurde dieser Abschnitt aber auch Bodelstraße oder Büttelstraße genannt, auch die Bezeichnung Froneistraße ist belegt. Zwischen der Papenstraße und der Langenstraße hieß die Straße bis 1869 Vergüldete Straße. Dies war eine Umschreibung für die hier noch bis ins Jahr 1892 ansässigen und der Aufsicht des Scharfrichters unterstellten Prostituierten.
Vier der Gebäude in der Straße stehen unter Denkmalschutz (siehe auch Liste der Baudenkmale in Stralsund), nämlich die Häuser Filterstraße 2 a, Filterstraße 2 b, Filterstraße 6 und Filterstraße 10.